# Nicolas Bénard
Pour les articles homonymes, voir Bénard.
 (juillet 2013).
Nicolas Bénard, né le 3 septembre 1976 à Metz (Moselle), est un historien et chercheur français.

## Biographie
Après avoir travaillé sur la presse de langue anglaise en France de 1815 à 1914, Nicolas Bénard a mené ses recherches, dans le cadre de sa thèse de doctorat d’histoire culturelle, sur le hard rock et le heavy metal. Une version allégée de cette thèse, soutenue le 16 octobre 2007 à l’université de Versailles-Saint-Quentin-en-Yvelines, a été publiée, en mai 2008, sous le titre La culture Hard Rock, aux éditions Dilecta.
En parallèle, Nicolas Bénard est spécialiste de la Finlande et, plus généralement, des sociétés scandinaves.
Nicolas Bénard est chercheur associé auprès du Centre d'histoire culturelle des sociétés contemporaines (université de Versailles-Saint-Quentin-en-Yvelines), membre de l'Association pour le développement de l'histoire culturelle. Il a enseigné au sein de l'Institut d'études culturelles et internationales (2012-2014) puis de l'Institut supérieur de management (ISM-IEA) de l'université de Versailles-Saint-Quentin-en-Yvelines. 

## Publications

### Ouvrages
- La culture Hard Rock, Paris, Dilecta, mai 2008  (ISBN 978-2-916275-34-5)
- Métalorama. Ethnologie d'une culture contemporaine. 1983-2010, Camion Blanc, 2011.
- (dir.), Festivals, rave parties, free parties : histoire des rencontres musicales actuelles, en France et à l'étranger, Rosière-en-Haye, Camion Blanc, janvier 2012[1].
- (Avec Robert Culat) Opeth. Damnation et délivrance, Rosières-en-Haye, Camion Blanc, mars 2013[2].
- (Avec Robert Culat) Katatonia. Sous un ciel de plomb, Rosières-en-Haye, Camion Blanc, septembre 2015.
- (Avec Charlotte Poulet, dir.) Chant pensé, chant vécu, temps chanté : formes, usages et représentations des pratiques vocales, Delatour, 2017.
- Homo metallicus : Du mythe à la réalité, Camion Blanc, 2017, 260 p. (ISBN 978-2-35779-980-6)[2].

### Articles
- « De la légende viking au Hard Rock : les références culturelles du Métal nordique », in Nordiques, no 5, été-automne 2004, p. 55-68.
- « Le polar nordique, entre réalisme social et conscience politique », in Nordiques, no 7, printemps-été 2005, p. 95-108.
- « Les mythologies Hard Rock et Métal : bricolage identitaire ou récit original ? », in Sociétés, no 104, 2009/2, pages 65–72.
- « Manticora et Dan Simmons, ou l’adaptation absque benedicto des Cantos d’Hypérion. » et « Johnny Got His Gun de Dalton Trumbo, ‘One’ de Metallica : les quatre vies de Joe Bonham. », in Jean-Philippe Petesch (dir.), L’intertextualité lyrique. Recyclages littéraires et cinématographiques opérés par la chanson, Rosières-en-Haye, Camion Blanc, 2010.
- « Les festivals Hard Rock et Métal : histoire d’un rendez-vous manqué », in Nicolas Bénard (dir.), Festivals, rave parties, free parties : histoire des rencontres musicales actuelles, en France et à l'étranger, Rosière-en-Haye, Camion Blanc, janvier 2012.
- « Le rôle de l’image dans la constitution de l’imaginaire Hard Rock », in ABA, no 2, 2012.
- « Les images de guerre dans la musique Métal. Entre fascination et dénonciation », in Sociétés, no 117, 2012/3, Musiques rock et metal : regards et perspectives des sciences humaines et sociales, p. 113-128.

## Contributions
- Robert Culat, L’Age du metal, Éditions du Camion Blanc, 2007 (introduction)  (ISBN 978-291019-656-1)
- Jean-Philippe Petesch, Iron Maiden, Morceaux d’esprit, Éditions du Camion Blanc, 2009 (introduction).  (ISBN 978-235779-004-9)
- Nadège Bénard-Goutouly, Le métal folklorique, entre tradition et modernité. Sources d'inspiration, rites et postures idéologiques, Rosières-en-Haye, Éditions du Camion Blanc, 2013 (introduction)  (ISBN 978-235779-249-4)